# 栱
栱是東亞傳統建筑斗拱结构中的一种木质构件，是置于坐斗口内或跳上与建筑物正面平行的上弯弓形木。日本稱為肘木。现存遗物以汉代为最早，已有矩形、曲线形、折线形以及曲线和折线混合型，大概到了唐代才统一样式。宋代已有详细规定其用材制度。

## 分类

### 中國
按大小分为：瓜栱（短）、万栱（中长）、厢拱：长
按所在位置分为：
- 正心栱：与建筑物表面平行，在檐柱中心线上
  - 正心瓜拱
  - 正心万拱
- 外拽栱：与建筑物表面平行，在檐柱中心线之外
  - 外拽瓜拱、
  - 外拽万拱
  - 外拽厢拱
- 里拽栱：与建筑物表面平行，在檐柱中心线之内
  - 里拽瓜拱
  - 里拽万拱
  - 里拽厢拱

## 部位
- 卯口：拱正中与翘或昂相交处
- 升托：拱两端承托升子的部分
- 拱眼：卯口与升托之间下弯部分
- 拱弯：拱两端下部弯曲处。清代《工程作法则例》规定，万拱的拱弯由三段直线构成，瓜拱的拱弯由四段直线构成，厢拱的拱弯由五段直线构成。